# Schillerstraße (Cottbus)
In der Cottbuser Innenstadt erstreckt sich die Schillerstraße (niedersorbisch Schillerowa droga) in Nord-Süd-Richtung von der Berliner Straße bis zur Wilhelm-Külz-Straße. Parallel dazu verläuft die Wernerstraße. Die Schillerstraße befindet sich innerhalb des Denkmalbereichs „Westliche Stadterweiterung“ und ist geprägt durch die gründerzeitliche Blockrandbebauung, sie gilt als attraktiver Standort für innerstädtisches Wohnen.

## Geschichte
Bis 1908 Weststraße. 1908 erfolgte die Umbenennung in Schillerstraße im Zusammenhang mit dem Bau des Theaters auf dem angrenzenden Viehmarkt, der in Schillerplatz umbenannt wurde. In Nord-Süd-Richtung interne Erschließungsstraße der westlichen Stadterweiterung, die Berliner und Wilhelm-Külz-Straße verbindet. Erste einfache Wohnhäuser entstanden im nördlichen, von der Berliner Straße aus erschlossenen Teil. Diese sind mittlerweile ersetzt oder stark überformt (Nr. 8 und 70).
Bis zum Ersten Weltkrieg waren fast alle Grundstücke bebaut. Der Rücksprung der Bauflucht zwischen Nr. 51 und Nr. 61, anfangs wohl zufällig, wurde 1895 im Rahmen der allgemeinen Baufluchtlinienplanung als offizielle Baufluchtlinie festgelegt. Wichtig für das straßenräumliche Erscheinungsbild sind die städtebaulich besonders prägnanten Eckbauten (Nr. 33, 50, 62 und 63), aber auch die abwechslungsreich strukturierte Dachlandschaft. Die historische Straßenpflasterung mit großzügig angelegten Fußgängerwegen ist noch in weiten Teilen erhalten.

## Karte

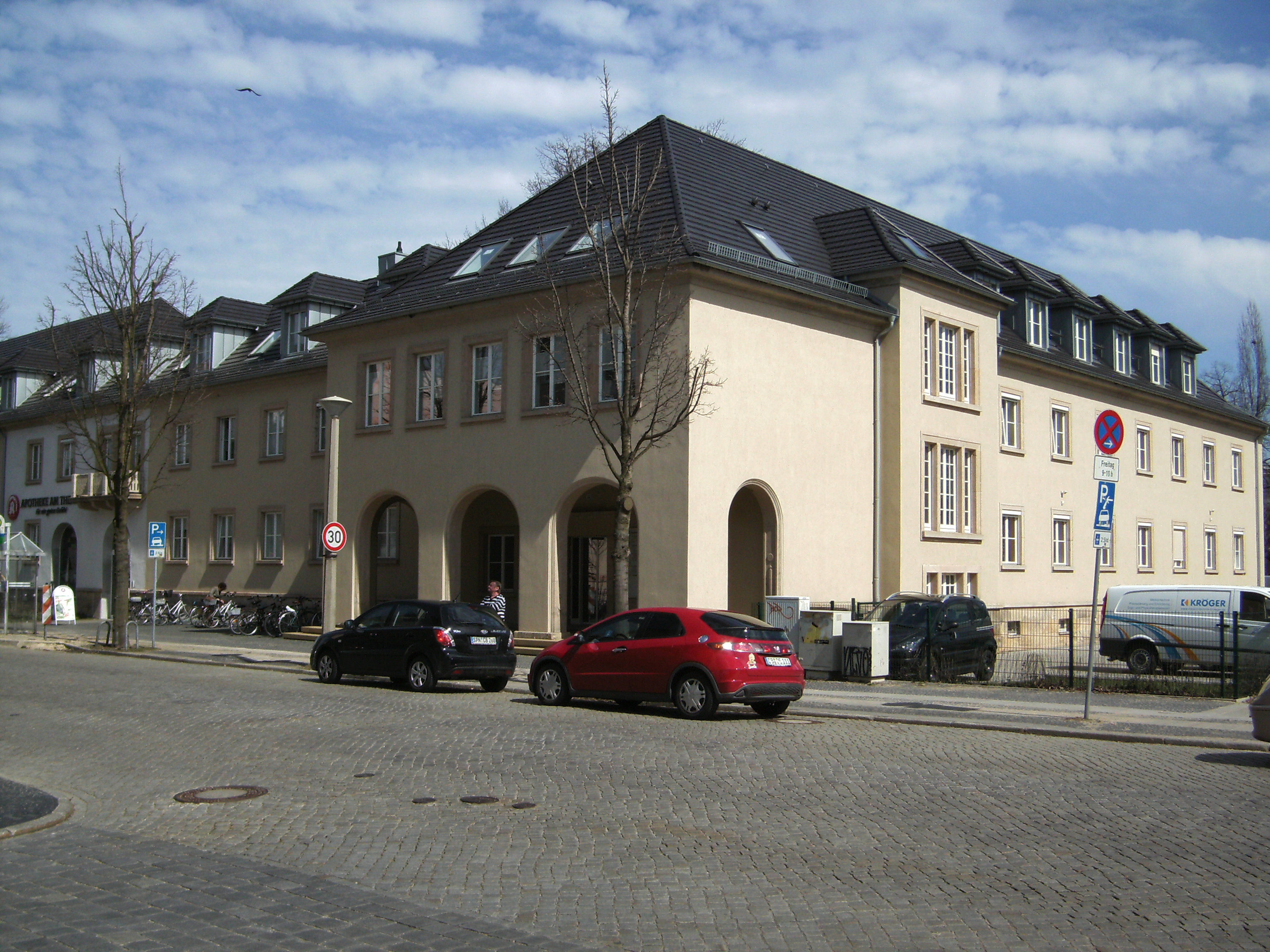
Schillerstraße 21,22

### Schillerstraße 21/22
Ehemaliges Verwaltungsgebäude der Wehrmacht. Es wurde 1939 als Dienstgebäude für einen Divisionsstab erbaut. Das Grundstück war ursprünglich Teil des Gartens der Villa in der Karl-Liebknecht-Straße 25. Diese wurde 1938 von der Heeresstandortverwaltung und als Wohnsitz des Divisionskommandeurs eingerichtet. Zeitgleich erfolgten Planungen für die Einrichtung des Divisionsgebäudes. Bemerkenswert war die spätere, im Stadtplan von 1943 noch nicht verzeichnete Erweiterung nach Norden, die die Bauformen des Ursprungsbaus weiterführt. Nach 1945 war es Sitz der Reichsbahndirektion und der sowjetischen Kommandantur. Das Gebäude stand seit den frühen 1990er Jahren viele Jahre leer. Zurzeit befinden sich in dem Haus verschiedene Fachärzte und eine Apotheke. Es handelt sich um einen zweigeschössigen Baukörper mit Walmdach auf L-förmigem Grundriss mit einem Eingangsvorbau mit Loggia an der Südwestecke und einem Anbau im Hof. Der spätere nördliche Teil ist etwas erhöht und hebt sich vom Ursprungsbau an der Hofseite durch andere Fenstereinfassungen ab. Das nicht unerhebliche Bauvolumen ist durch die Differenzierung der Baukörper, durch Wandvorsprünge und unterschiedliche Dachhöhen untergliedert. Einziges Gliederungselement der rau geputzten Wandflächen sind die bauzeitlichen, durch Quersprossen unterteilten Fenster mit Sandsteinrahmung. Der Eingang befindet sich hinter einer durch Arkaden geöffneten Vorhalle. Die Sandsteingewände der Bogenöffnungen sind dekoriert. In den Kreisformen sind teils noch Umrisse in Form des „Eisernen Kreuzes“ erkennbar.
Mit den schlichten, traditionellen Formen, dem Steildach und Sprossenfenstern ist das Bauwerk ein typischer Vertreter nationalsozialistischer Architektur. Als kurz vor Kriegsbeginn für einen Divisionsstab errichtetes Dienstgebäude steht es in enger Verbindung mit dem Wohnsitz des Divisionskommandeurs in der angrenzenden Karl-Liebknecht-Straße 25.
Als Kommandozentrale der Cottbuser Division während des Zweiten Weltkrieges ist es von stadtgeschichtlicher Bedeutung.

### Schillerstraße 33
Fassade des Mietwohn- und Geschäftshauses. 1901/02 (BE), Bauherr war der Maurermeister August Patzelt, dessen Architektur- und Baubüro die Ausführung übernahm.
Anfang der 1990er Jahre erfolgte die Entkernung des Inneren und die Erneuerung der Fenster. Das Eckgebäude mit reichem, ursprünglich polychrom gefasstem Fassadendekor. Die abgeschrägte, durch einen Blendgiebel erhöhte Ecke wird von zwei Polygonalerkern flankiert, die auf Konsolen in Form von Fabelwesen aufsitzen. Die Seitenflächen sind durch rechteckige Erker untergliedert. Im Erdgeschoss befinden sich ein Ladengeschäft und die  Eingänge. Die Geschosse sind durch Gesimse voneinander abgesetzt. Schlanke hochrechteckige Fensterformate mit aufwendiger, geschossweise variierender Stuckrahmung, teils durch Konsolköpfen liegende Dienste gerahmt.
Im Dekor zeigen sich neugotische Motive, wie Spitzbögen, Ast- und Blattwerk, in ihrer Stilisierung aber unter Einfluss des Jugendstils. Charakteristisch für diese Stilrichtung sind auch die Ambivalenz der Formen, die als Ornament, aber auch als figürliche Motive zu lesen sind. Ungewöhnlich nicht nur in der Motivwahl, sondern auch im Reichtum des Dekors, der in Teilen eine manuelle Ausmodellierung erkennen lässt. In der phantasievollen, ganz individuellen Fassadengestaltung ist es ein herausragendes Beispiel früher vom Jugendstil beeinflussten Gestaltung.

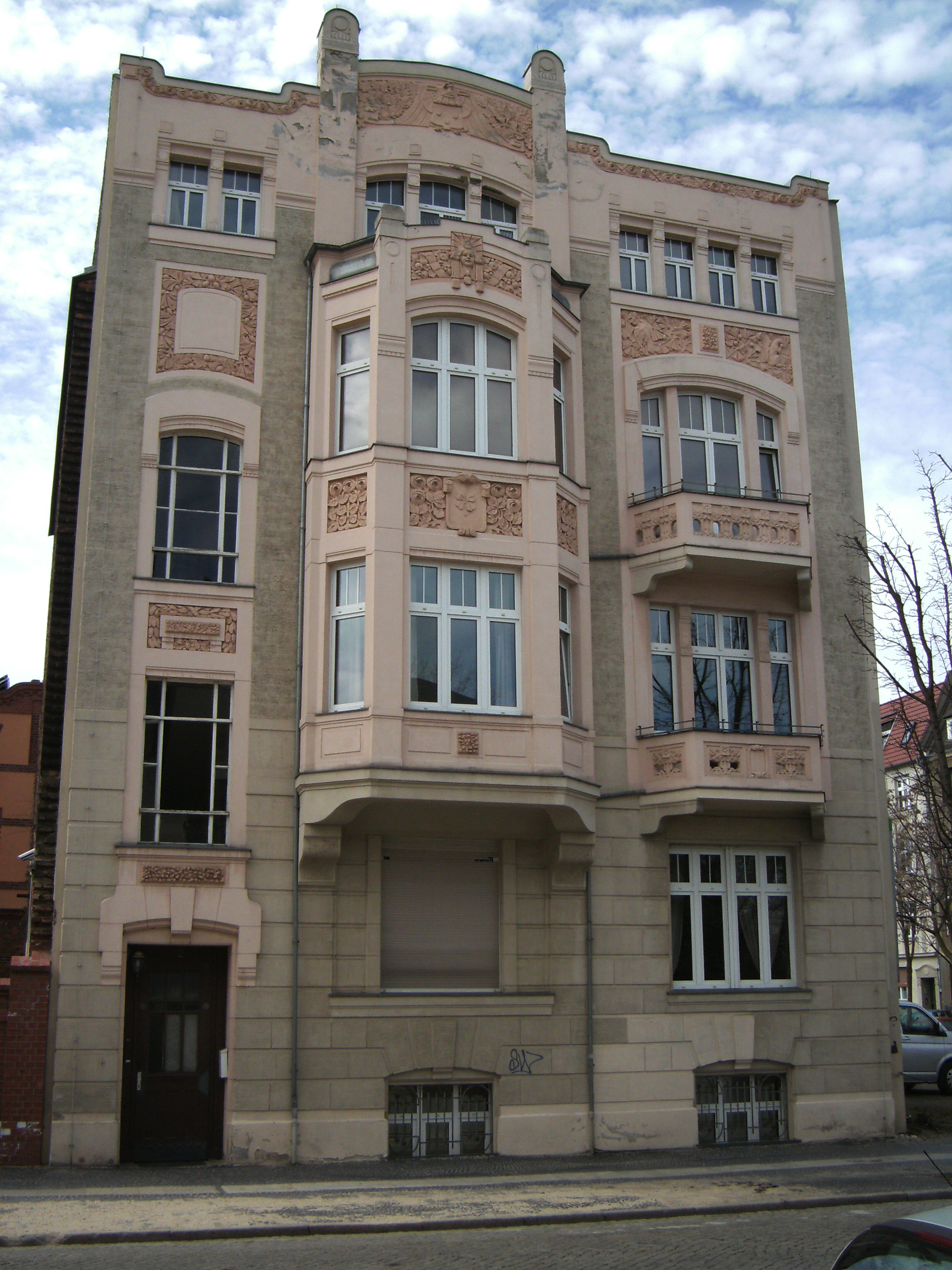
Schillerstraße 42

### Schillerstraße 42
Mietwohnhaus. 1905 (BE) für den Stuckateur und Bildhauer Walter Adler errichtet, dessen Werkstatt sich in der Schillerstraße 25 befand. Die Ausführung erfolgte durch das Baugeschäft Hermann Pabel § Co., das häufig mit Adler zusammenarbeitete. Freistehendes, auf eine Blockrandbebauung ausgerichtetes Gebäude. Die Fassade ist in drei asymmetrisch angeordnete Achsen unterteilt. Mittig Erkerachse mit Blendgiebelabschluss, links Eingangsachse, rechts Balkonachse. Erdgeschoss mit Putzquaderung, Obergeschosse mit rauem Kammputz. Attika in Mittelachse erhöht und mit Rosenfries abschließend. Im Kontrast zu den Rauputzflächen die glatt geputzten, geschossübergreifenden Rahmungen der Fenster und die Dekorfelder. Das Ornament ist von stilisierten Pflanzen- und figürlichen Motiven bestimmt. Am zentralen Blendgiebel befindet sich ein stilisierter Adler mit Kartusche. Im Detail lässt sich die handwerkliche Ausformung als Antragstuck erkennen. In den Asymmetrien des Baukörpers und in der Ausformung des Bauschmucks sind Merkmale des frühen, ornamentalen Jugendstils zu sehen. Auch die bauzeitlichen Innenstrukturen unterliegen dem Einfluss dieser Stilrichtung.
Qualitätsvolle Jugendstilarchitektur. Bis in Details im Zustand der Entstehungszeit erhalten. Von Bedeutung auch als Wohnhaus des renommierten Stuckateurs und Bildhauers, Walter Adler, dessen qualitätsvoller, häufig manuell ausmodellierter Stuckdekor sich an vielen Fassaden in Cottbus findet.

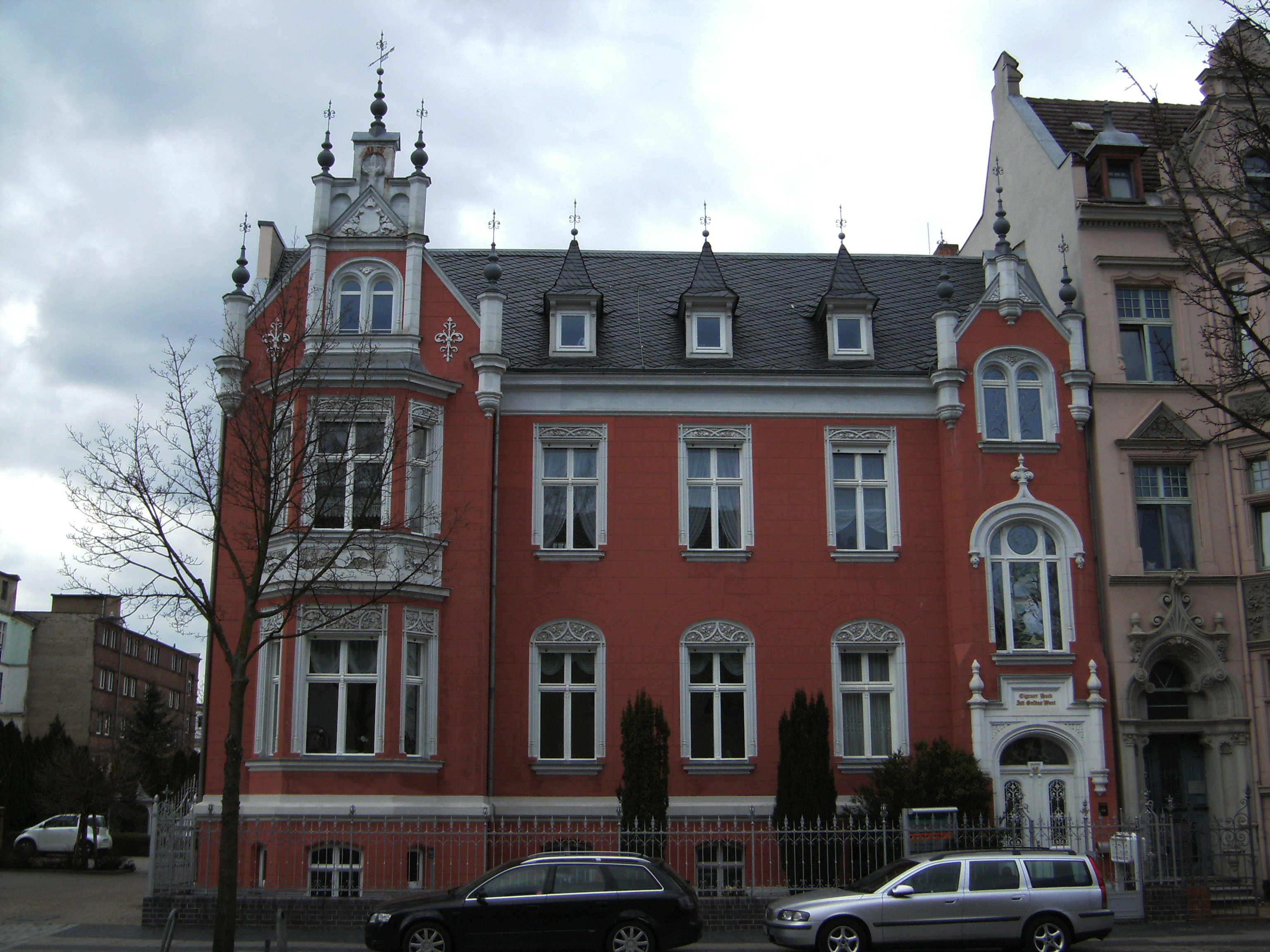
Schillerstraße 46

### Schillerstraße 46
Mietwohnhaus. 1897 (BE), Ersteigentümer war der Tuchfabrikant Felix Hirschmann, die Ausführung erfolgte durch den Maurermeisters Paul Broeske. Urheber der als Bildhauerarbeit in Rechnung gestellten Dekorelemente war der Stuckateur Walter Adler. 1994–96 erfolgte eine vorbildliche Restaurierung. Die Fassade ist mit feiner Quaderritzung durch zwei Seitenrisalite asymmetrisch untergliedert. Beide Risalite mit Zwerchgiebeln abschließend. Diese sind durch Polygonalsäulen mit Kugelaufsätzen untergliedert. Auf den Kugeln befinden sich schmiedeeiserne Aufsätze, die sich in den Dachhäuschen mit Zeltdach fortsetzen. Die hochrechteckigen Fenster mit einer in die Wandfläche eingelegten Rahmung aus Stab- und Blattwerk.  Über dem Eingangsportal befindet sich eine Inschrift mit den Worten „Eigener Herd ist Goldes Wert“. Der Vorgarten ist mit einem bauzeitlichen Lanzettenzaun umgrenzt. Im Inneren befindet sich ein gehobenes Ausstattungsniveau mit Stuckdecken und reich dekorierten Supraporten.
Späthistoristische Architektur, mit dem in Ansätzen neugotischen Bauschmuck in filigraner Ausformung aktuellen Gestaltungstendenzen folgend. Von Bedeutung auch im Inneren durch qualitätsvoller, bauzeitlicher Substanz geprägte Architektur mit hohem Wohnstandard.

### Schillerstraße 47
Mietwohnhaus. 1897/98 (BE/i) für die Architekten und Maurermeister Dümpert & Hauke errichtet, deren Baugeschäft die Ausführung übernahm. Das Gebäude mit bauzeitlicher Vorgartenfriedung ist im Kontext der Blockrandbebauung. Die Fassade ist asymmetrisch untergliedert: links Eingangsachse mit aufwendig gestaltetem Portal. Mittig trapezoider Vorbau mit reich dekoriertem Zwerchgiebelabschluss, daran befinden die Initialen der Bauherren und das Baudatum in Stuck. Rechts markante, Geschossübergreifende Loggia mit dekorativen Brüstungen in Stein und Eisen. Das Dekor ist von ganz unterschiedlichen Stilrichtungen beeinflusst. Die Kiel- und Vorhangböden sowie fialen- und krabbenähnlichen Strukturen sind an gotischen Formen orientiert. Elemente wie Zahnschnitt, Pilaster und Dreiecksverdachungen sind dagegen dem klassizistischen Formenkanon zuzuordnen.
In der eigenwilligen Kombination und Stilisierung der Formen sind bereits aktuelle, vom Jugendstil ausgehende Gestaltungsansätze aufgenommen. Unter dem Einfluss dieser Stilrichtung ist auch das schlichte, noch weitgehend bauzeitlich geprägte Innere.
Das Gebäude ist von Bedeutung als qualitätsvolles Beispiel der Übergangsphase zwischen Späthistorismus und Jugendstil. Dieser fließende, innerhalb nur weniger Jahre stattfindende Formwechsel lässt sich in Verbindung mit den beiden Nachbargebäuden, die ein Jahr zuvor bzw. drei Jahre später entstanden sind, exemplarisch nachvollziehen.

### Schillerstraße 48
Mietwohnhaus. 1901/02 (BE) für die Architekten und Maurermeister Dümpert und Haucke errichtet, die Ausführung erfolgte durch deren eigenes Baugeschäft. Das Gebäude mit bauzeitlich eingefriedetem, partiellem Vorgarten ist im Kontext einer Blockrandbebauung. Asymmetrische Fassadengliederung. Die rechte Seite ist vorspringend und mit einem geschweiften Zwerchgiebel abschließend. In der Fassadenversprengung ein polygonaler Erker mit einem seitlichen Balkon. Ganz unterschiedliche Fensterformate, alle mit gerundetem Sturz, bemerkenswert das Ovalfenster mit geschweiftem Kämpfer im Giebelfeld. Das Erdgeschoss mit feiner Ritzquaderung. An Stelle eines Sockelgesimses ist ein geschweiftes Putzband, das Kellerfenster und Eingang unter einer schwingenden Linie verbindet. Im stark stilisierten Dekor verbinden sich geschweifte Bänder und pflanzliche Formen zu filigranen Ornamentfeldern. Diese sind als Fensterrahmungen, in der Traufzone und als Giebelanschluss wiederzufinden.
Die Innenausstattung mit Stuckdecken, Kachelöfen, Fenster- und Türbestand ist noch weitgehend bauzeitlich. Das Treppenhaus mit gewendelter Treppe und einem polychromen Terrazzoboden.
In der schwingenden Linienführung, in den fließenden Übergängen zwischen den einzelnen Bauteilen und in der Ausformung des Dekors ist es ein charakteristischer Vertreter des frühen ornamentalen Jugendstils. Ein hoher, bis ins Detail reichender Gestaltungsanspruch. Selbst Fenstergitter sind mit schwingenden Rispen- und Blattformen dem Gesamtstil angepasst. Das Haus ist von Bedeutung als frühestes Beispiel des Jugendstils in Cottbus.
Diese Stilrichtung war zwar auch schon in  den Jahren zuvor präsent, jedoch immer eingebunden in dominierende historistische Gestaltungsmuster.

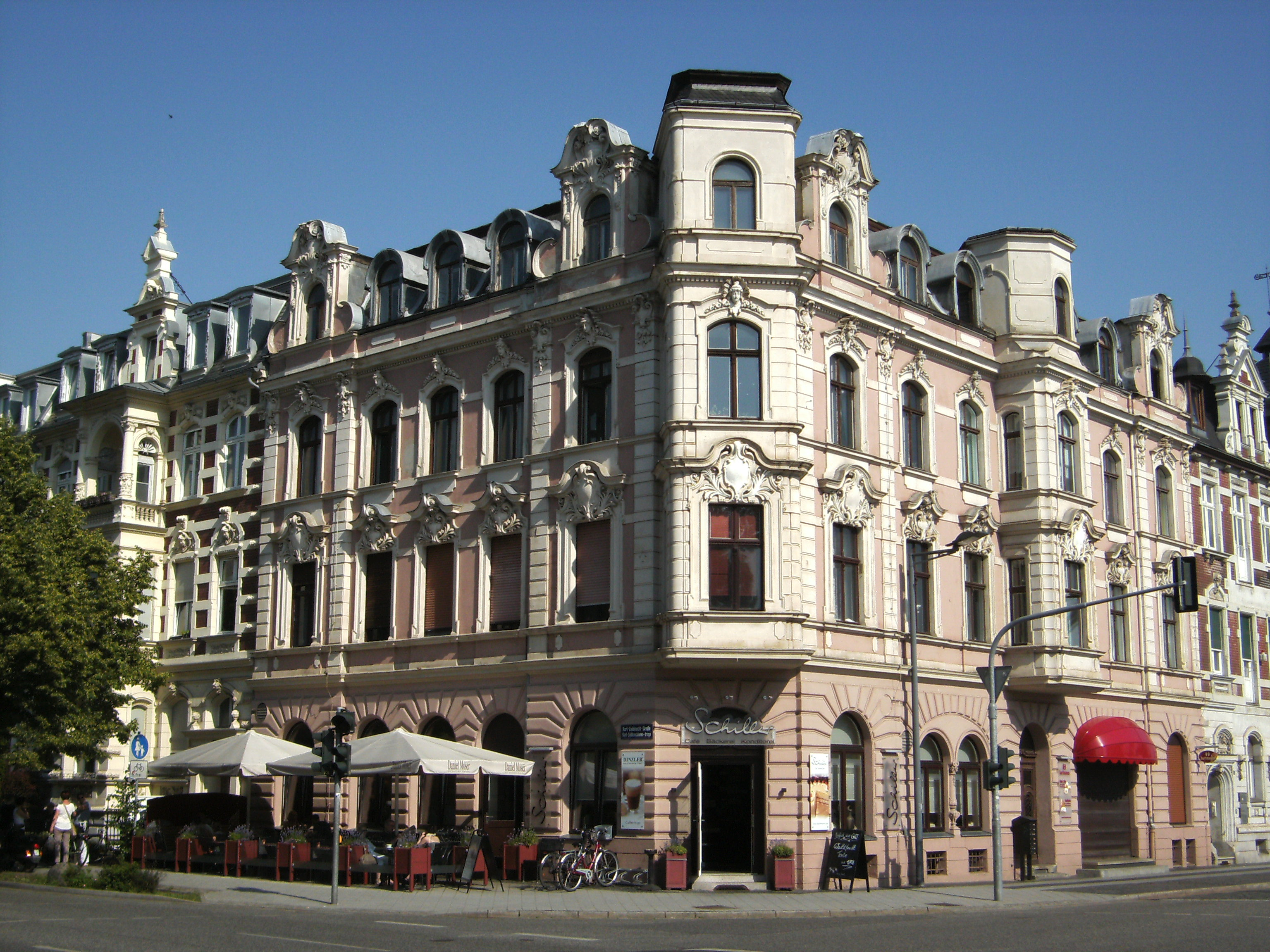
Schillerstraße 50

### Schillerstraße 50
Mietwohnhaus. 1895/96 (BE) im Auftrag des Bauunternehmers Christian Schilka gebaut, der auch die beiden Nachbargebäude errichten ließ. Die Ausführung erfolgte durch den Architekten und späteren Stadtrat Ewald Schulz. Vor dem Ersten Weltkrieg Nutzung als Hotel „Markgraf“. Bis heute noch gastronomische Nutzung des Erdgeschosses. Das Gebäude liegt an der Ecke zur Karl-Liebknecht-Straße und besitzt zwei im Dachbereich turmartig erhöhten Erker, welche ursprünglich mit Spitzhauben versehen waren. Die Fassade ist zusätzlich durch Eck- und Seitenrisalite mit geschweiften Zwerchgiebeln akzentuiert.
Das Erdgeschoss mit Rustizierung. Die durch Gesimse und Bänder verbundenen Obergeschossfenster mit geschweiften Verdachungen und sehr reichem Sturzdekor. Dieser ist in Form von Kartuschen mit filigranem Blattschmuck und Köpfen mit Girlandenrahmung. Attika und kräftig profiliertes Traufgesims leiten zum Mansarddach über, hier sind geschweifte Zwerchgiebel mit Kartuschenschmuck und Dachhäuschen mit Zinkverblendung. Das Innere im Erdgeschoss ist stark verändert, in den Obergeschossen  dagegen ist noch weitgehend bauzeitliche Substanz.
Späthistoristische Architektur, noch bis in Details von bauzeitlicher Substanz geprägt. Die qualitätsvolle Fassadengestaltung, ist in einer sonst nicht anzutreffenden neubarocken Üppigkeit mit aufwendig gearbeiteten Dekorformen. Als exponiertes Eckgebäude und als Teil der den Schillerplatz begrenzenden Architektur ist dieses Haus von großer städtebaulicher Bedeutung.

### Schillerstraße 52
Mietwohnhaus. 1896 (BE) für den Bauunternehmer Christian Schilka errichtet, die Ausführung erfolgte durch die Firma des Maurermeisters August Handrecke. Das Gebäude ist im Kontext einer Blockrandbebauung. Mit dem turmartigen Vorbau wird ein Fluchtlinienversprung ausgeglichen. Asymmetrisch gegliederte  Fassade mit Turmvorbau und seitlichem Altan. Die Wandflächen sind durch Wechsel von hellen Putz- und roten Ziegelflächen akzentuiert. Das Erdgeschoss mit Putzrustizierung und einem schlichten Eingang. Das erste Obergeschoss ist durch reichere Fensterrahmungen hervorgehoben. Auf dem schiefergedeckten Dach befinden sich ein Dachhäuschen und ein Turm mit gestufter Haube. Bemerkenswert sind die bauzeitlichen Kastenfenster mit aufwendigen Dekordetails.
Späthistoristische Architektur die in ihrer Gestaltung die Besonderheiten des Baugrundstücks vorteilhaft nutzt. Im Ziegel-Putz-Kontrast, aber auch in Detailformen Elemente aufnehmend, für die sich in der niederländischen Renaissance Vorbilder finden. Unter den späthistoristischen Putz-Ziegelbauten in Cottbus das qualitätsvollste und am besten erhaltene Beispiel.

### Schillerstraße 55
Villenartiges Wohnhaus. 1895 (BE) für den Rentier Heinrich Starcke erbaut, die Ausführung erfolgte durch das Bauunternehmen des Architekten und späteren Stadtrats Ewald Schulz. Zweigeschossiges Gebäude mit Mansardterrassendach. Das Grundstück mit bauzeitlichen Lanzetteneinfriedung. An der freistehenden Seite befindet sich ein Treppenturm mit Eingang und Einfahrt zum ehemaligen Remisen- und Stallgebäude. Die Frontseite ist durch einen Mittelrisalit mit Zwerchgiebelabschluss symmetrisch eingegliedert. Die Putzquaderung ist im Erdgeschoss und an den Kanten des Obergeschosses, hier die Fenster durch Segmentbogenverdachungen, Brüstungs- und Sturzdekor akzentuiert. Der Dachwalm hat einen Ziergitterabschluss und bauzeitlichen Dachhäuschen mit Kugelaufsätzen, der Turm besitzt eine Dachhaube. Das repräsentative Innere ist mit Stuckdecken, bemalten Holzdecken und dem bauzeitlichen Tür- und Fensterbestand noch umfänglich von Originalsubstanz geprägt.
In den gerundeten Fensterformen, aber auch im verspielten Neurokokodekor mit Muschel- und Bandwerk zeigt sich eine in den letzten Jahren des Späthistorismus verbreitete Tendenz zu bewegten, kleinteiligen Formen. Ein qualitätsvolles, gut erhaltenes villenartiges Wohnhaus, das mit seiner Einfahrt für Kutschen und der Ausstattung auf gehobenen Lebensstil verweist. Von baugeschichtlicher Bedeutung als repräsentative Wohnhausarchitektur, vom Typus einer Stadtvilla.

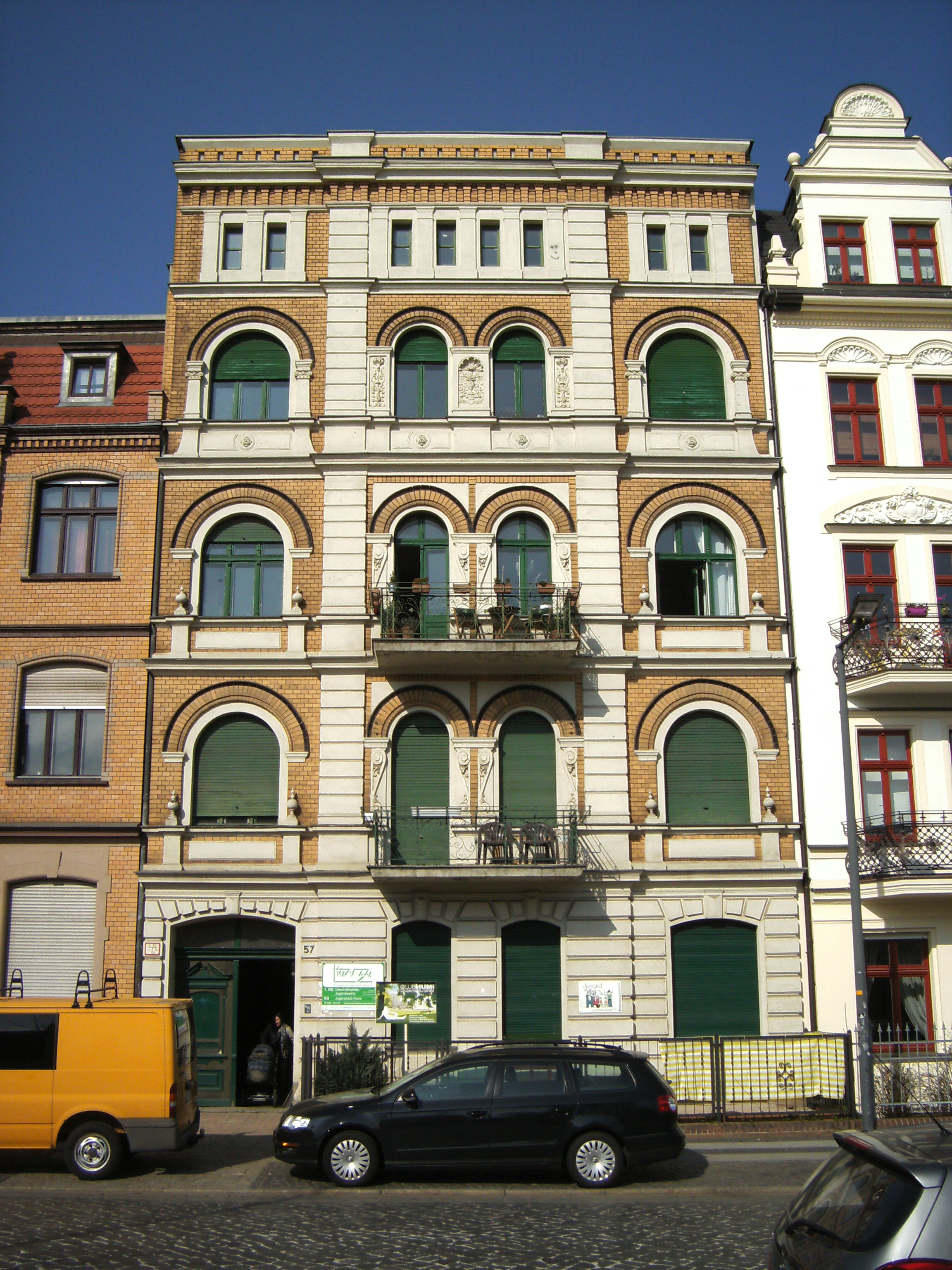
Schillerstraße 57

### Schillerstraße 57
Mietwohnhaus. 1897 (BE) im Auftrag des Bäckermeisters Wilhelm Bogula errichtet, die Ausführung erfolgte durch das Baugeschäft von Wilhelm Bubner. Außergewöhnlich polychrome Fassade mit vier Vollgeschossen und abschließendem Attikageschoss. Mittig durch ein Risalit mit Eckquaderung und Balkone akzentuiert. Das Erdgeschoss ist putzgebändert, hier befinden sich die Einfahrt und der Eingang. In den durch Gesimse getrennten Obergeschossen besteht ein Kontrast zwischen gelblichem Klinkermauerwerk und hellem Putzdekor. Bestimmendes Element der Fassade sind die Rundbogenfenster der Obergeschosse mit einer auf Kämpfern bzw. Pilastern aufliegenden Putz- und Formsteinrahmung mit abschließender dunkelgrün glasierter Klinkerleiste. Auch die Fensterbrüstungen sind durch Putzspiegel und flankierende Postamente mit Kugelaufsätzen betont. Attika- und Attikageschoss sind durch Dekorverbände und Materialkontraste untergliedert. In der Blütezeit des Späthistorismus errichtetes Gebäude mit unkonventioneller, eigenwilliger Fassadengestaltung. Das zu dieser Zeit übliche, überaus reiche Stuckornament ist hier sehr zurückgenommen und spielt gestalterisch keine Rolle. Auch in der Synthese der Formen zeigt sich ein von historischen Vorbildern abweichender Gestaltungsanspruch. Hierin, aber auch in der Farbigkeit werden bereits Gestaltungsmuster der Reformarchitektur aufgenommen. Es bestehen auffällige Parallelen zu der im gleichen Jahr begonnenen Ölmühle in der Bonnaskenstraße 19. Das Gebäude ist von baugeschichtlicher und städtebaulicher Bedeutung als eine der markantesten und qualitätsvollsten Architekturen um 1900.

### Schillerstraße 61
Mietwohnhaus. 1896 (BE), Bauherr war der Kaufmann Albert Blume. Die Ausführung erfolgte durch den Bauunternehmer Fr. Hausten. Langjähriger späterer Eigentümer war der Fabrikdirektor Kallosche. In der Blockrandbebauung eingebundene Fassade mit risalitartig ausgebildeter Loggienachse. Rustiziertes Erdgeschoss mit einer Einfahrt. Vertikale Betonung der Obergeschosse durch geschossübergreifende Lisenen, welche die Fensterachsen paarweise zusammenfassen. In der Verbindung von Sturz- und Brüstungszonen setzen die Fensterachsen zusätzliche Akzente. Der Bauschmuck ist außergewöhnlich plastisch. Bemerkenswert ist die durch Helm und Eule gekennzeichnete Darstellung der Minerva oberhalb der Loggia, Göttin des Handwerkers, Künstlers und Lehrers. Hier bestehen Bezüge zur Inschrift „Kunst und Lehre bringt Gunst und Ehre“ oberhalb der Fenster des ersten Obergeschosses. Das Innere ist mit Stuckdecken, Supraportendekor und bauzeitlichem Tür- und Fensterbestand noch umfänglich von Originalsubstanz geprägt.
Im aufwändigen, ungewöhnlich plastischen Dekor verbinden sich konventionelle und individuell gestaltete Motive. Der Stuck wurde teils vor Ort ausgeformt, die Minerva hatte ursprünglich gläserne Augen. Ein interessantes Beispiel einer Umbruchphase, in der sich der Späthistorismus vom historischen Formenkanon löst und nach neuen gestalterischen Lösungen sucht. Originell in dem programmatischen Stuckdekor, der in seiner Plastizität teils den Charakter von Bauskulptur bekommt. In dem dahinter stehenden Gestaltungsanspruch ist das Haus von baugeschichtlicher und künstlerischer Bedeutung.

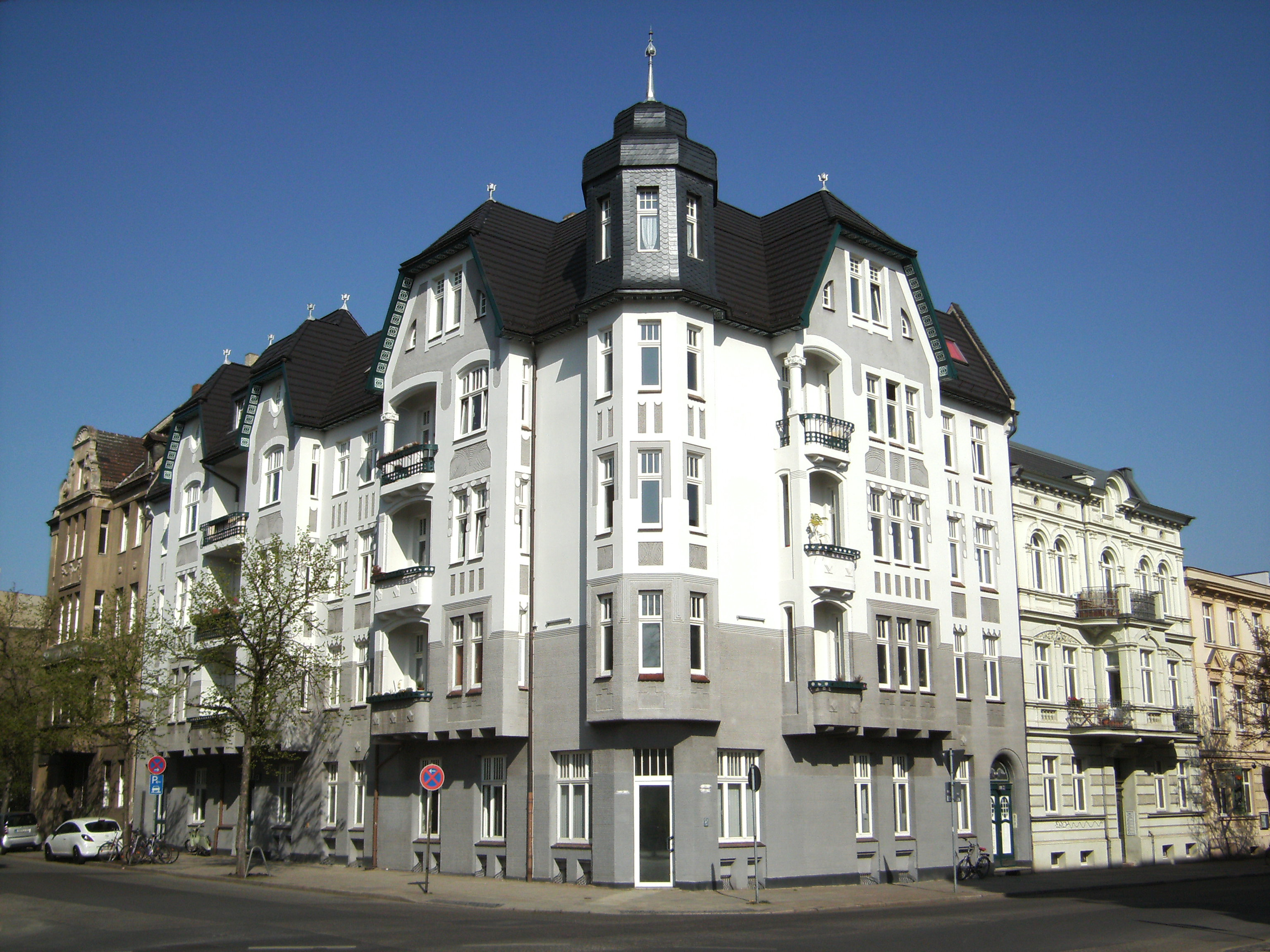
Schillerstraße 63

### Schillerstraße 63 / August-Bebel-Straße 80
Mietwohnhäuser. 1909/10 für den Kurschmied Robert Kieschke erbaut. Die Familie Kieschke tritt in der westlichen Stadterweiterung auch an der Wernerstraße 9 und August-Bebel-Straße 17 als Bauherr auf. Die Bauten zeigen eine Vorliebe für den Jugendstil, teils in sehr eigenwilliger Umsetzung aktueller Tendenzen. Mitte der 1990er erfolgte die Restaurierung unter Erhaltung zahlreicher Details. Stilgleiches Eck- und Anschlussgebäude im Rahmen der Blockrandbebauung. Das Eckgebäude ist annähernd symmetrisch mit zentralem polygonalen Erker mit Dachhaube und seitlichen Erkern mit Loggien und Krüppelwalm über dem Zwerchgiebel. Das westlich anschließendes Gebäude mit annähernd symmetrischer Gliederung. In der Mitte sind zwei Erker, die durch Balkone verbunden sind und mit einem Krüppelwalmdach abschließend. In der Gruppierung der Fenster und der farblichen und strukturellen Differenzierung des Putzes zeigen die Gebäude identische Gliederungselemente. Eher zurückhaltend ist der geometrische Dekor, charakteristisch für den späten Jugendstil. Zahlreiche Details wie Dachaufsätze, Balkongitter und Ornamentbänder der Traufzone sind noch vorhanden. Auch das Innere ist noch umfassend von der bauzeitlichen Ausstattung geprägt.
Eine der qualitätvollsten Architekturen des späten Jugendstils in Cottbus. Als markante, den Schillerplatz begrenzende Eckarchitektur ist das Gebäude auch von großer städtebaulicher Bedeutung.